# Il tempio dei venti
Temple of the Winds è un romanzo fantasy del 1997 dello scrittore statunitense Terry Goodkind e rappresenta il quarto libro della saga delle La spada della verità, preceduto da La stirpe dei fedeli seguito dal romanzo L'anima del fuoco.
È stato pubblicato in lingua italiana per la prima volta da Fanucci suddiviso in due volumi, La profezia della luna rossa (2001) e Il tempio dei venti (2001). In seguito è stato ripubblicato in volume unico col titolo La spada della Verità - Volume 4 (2002).

## Trama

### La profezia della luna rossa
La trama ha inizio a poco tempo dalla conclusione del precedente episodio, con Richard Rahl e Kahlan Amnell ad Aydindril, che attendono l’arrivo dei rappresentanti dei regni delle Terre Centrali per accettarne la sottomissione al D’Hara ed organizzare la difesa unitaria del Nuovo Mondo ai piani di conquista dell’Ordine Imperiale. Diversi estranei giungono in città e cercano di avvicinarli. Un mago di nome Marlin Pickard dichiara apertamente di voler assassinare lord Rahl e viene quindi arrestato, ma nella lotta che segue riesce a ferire la Mord-Sith Cara Mason e a far parlare l’imperatore Jagang attraverso di sé. Dalle minacce pronunciate da Jagang si arguisce che il tiranno dei sogni ha inviato un suo altro burattino ad Aydindril. Kahlan e Cara fermano quindi una ragazza di nome Nadine Brighton, che a sua volta chiede di vedere Richard. Nadine però è un’innocente erborista di Hartland, vecchia conoscente di Richard e, forte di un pronostico della strega Shota, sostiene di essere destinata a diventare sua moglie. Infine giunge un certo Drefan Rahl, Prete Supremo di una setta di guaritori chiamata Raug’Moss, che si presenta come figlio di Darken Rahl e di una cortigiana e quindi fratellastro di Richard. Drefan riesce a curare Cara dalle ferite riportate nella lotta contro Marlin, sicché viene accolto con fiducia da Richard, il quale per contro si mostra freddo verso le profferte di Nadine e ribadisce di amare solo Kahlan. Come emergerà più avanti, il secondo inviato dell’imperatore Jagang è una Sorella dell’Oscurità di nome Amelia, la quale, profittando della confusione provocata da Marlin, usa un’antica magia per scatenare una pestilenza.
Frattanto il mago Zedd e la Priora Annalina continuano ad inseguire il profeta Nathan Rahl, fuggito dal Palazzo dei Profeti, ma questi riesce a mandarli su una falsa pista. A Renwold, una città messa a sacco dalle truppe dell’Ordine Imperiale, Nathan si presenta ai soldati di Jagang come lord Rahl e dichiara di volersi alleare con lui. Prende con sé una prigioniera di nome Clarissa e si serve di lei per trasmettere messaggi e recuperare tomi segreti. Clarissa, grata di essere stata salvata dalla schiavitù, si innamora di lui.
Intanto la peste si diffonde per il Nuovo Mondo e miete ogni giorno numerose vittime, soprattutto tra i bambini. Indagando su come bloccare il contagio, Kahlan viene nuovamente confrontata con una profezia, che prevede che lei tradirà Richard. Decide allora di recarsi da Shota, anche per vendicarsi di aver inviato Nadine ad Aydindril.

### Il tempio dei venti
Grazie alla sliph, Kahlan raggiunge il Pozzo di Agaden e affronta Shota. Ma la strega le spiega di non esserle nemica, bensì di voler scongiurare degli eventi che, a suo dire, avrebbero delle conseguenze nefaste: il matrimonio tra Richard e Kahlan e la nascita di un loro figlio. In particolare, che Richard sposi Nadine e Kahlan sposi un altro uomo è un prezzo fissato dagli spiriti per consentire l’accesso al misterioso Tempio dei Venti, nel quale è custodita la magia che ha scatenato la peste. Venutolo a sapere, Richard dapprima non vuole credere alle parole di Shota, ma quando la stessa Cara, in uno stato di trance, gli conferma la volontà degli spiriti, cede pur di porre fine alla peste e accetta di sposare Nadine, mentre il marito designato per Kahlan è Drefan.
All’entrata del Tempio dei Venti, viene celebrato il duplice matrimonio e poi, nel buio ed in assoluto silenzio, gli sposi vengono condotti un due camere separate per consumarlo. Kahlan viene privata dei suoi poteri di Depositaria, perché non confessi involontariamente il marito nell’atto d’amore. Abbattuta e frastornata, la donna si abbandona al piacere dell’atto. Ma quando un lampo rischiara l’ambiente, si accorge di avere giaciuto con Richard. Cara infatti, all’insaputa di tutti, ha fatto in modo che Richard e Drefan entrassero nelle camere sbagliate e si unissero l’uno con la moglie dell’altro. Richard interpreta la passione di Kahlan (che credeva di starsi unendo con Drefan) come un tradimento del loro amore. Furioso, abbandona la donna alla disperazione ed entra nel Tempio dei Venti.
L’antica struttura è stata isolata dal mondo dei vivi per un incantesimo di un gruppo di maghi di tremila anni fa, che vi hanno nascosto magie troppo potenti e pericolose per essere usate, quale, appunto, quella che ha scatenato la peste sul Nuovo Mondo. Richard riesce ad apprenderla e a porvi fine. Incontra poi alcuni spiriti, tra cui quello della madre di Kahlan e quello di Denna, che gli danno conforto. Ma per poter tornare nel mondo dei vivi Richard deve di nuovo pagare un prezzo e questo viene fissato dallo spirito di Darken Rahl: che egli porti dentro di sé la peste. Pur di tornare e sperare di riappacificarsi con Kahlan, Richard accetta, ammalandosi.
I due innamorati si rincontrano e Richard ottiene il perdono di Kahlan. Ma la Depositaria non vuole arrendersi all’imminente morte di Richard, sicché, utilizzando degli indizi dati dallo stesso Richard, usa la sliph per partire alla ricerca di un libro stregato usato da Sorella Amelia per diffondere la peste. Kahlan raggiunge il Vecchio Mondo ed arriva appena in tempo a trarre in salvo Nathan Rahl, Sorella Verna ed il profeta Warren dall’Ordine Imperiale. Nel combattimento rimangono uccise Sorella Amelia e Clarissa.
Recuperato il libro magico, Kahlan torna ad Aydindril, ma viene catturata a sorpresa da Drefan. L’uomo si rivela essere un brutale psicopatico e misogino, responsabile dell’assassinio di numerose donne, tra cui Nadine, subito dopo il matrimonio. Inoltre desidera soppiantare Richard come Maestro del D’Hara. Drefan tortura ferocemente Cara per farsi rivelare il nascondiglio del fratellastro, finché lo stesso Richard, pur morente e disarmato, non riesce ad atterrarlo. Poco dopo la sliph gli dà il colpo di grazia, per gratitudine della gentilezza mostratale da Richard. Kahlan distrugge il libro stregato e salva l'amato dalla peste.
Infine i due raggiungono il Popolo del Fango e celebrano il loro matrimonio. Si riuniscono a loro anche Zedd ed Ann, che hanno frattanto superato indenni le loro avventure. Pure Shota arriva per porgere loro i propri auguri, ma li avverte di nuovo dal mettere al mondo un figlio.

## Edizioni

### Edizioni separate
- Terry Goodkind, La profezia della luna rossa, traduzione di Nicola Gianni, I ed., Fanucci, 2001, p. 384. ISBN 8834707923
- Terry Goodkind, Il Tempio dei venti, traduzione di Nicola Gianni, I ed., Fanucci, 2001, p. 380, cap. 34. ISBN 8834708156

### Edizioni unificate
- Terry Goodkind, La Spada della verità. Vol. 4, traduzione di Nicola Gianni, Fanucci, 2002, ISBN 8834708814
- Terry Goodkind, La Spada della verità. Vol. 4, traduzione di Nicola Gianni, Fanucci, 2005, ISBN 8834710797
- Terry Goodkind, La Spada della verità. Vol. 4, traduzione di Nicola Gianni, Fanucci, 2006, ISBN 8834712153
- Terry Goodkind, Il tempio dei venti, traduzione di Nicola Gianni, Fanucci, 2015, p. 720, ISBN 9788834728925